# Justizrat
Justizrat ist ein Ehrentitel in verschiedenen Staaten.

## Deutschland
Justizrat (Abk. JR) ist in Deutschland ein nichtakademischer Titel, der in den Bundesländern Saarland und Rheinland-Pfalz als Ehrenbezeichnung an Rechtsanwälte und Notare verliehen wird. In Baden-Württemberg waren bis zur Notariatsreform, die am 1. Januar 2018 in Kraft trat, Justizrat (BesGr. R 1) und Oberjustizrat (BesGr. R 1 mit Zulage) als Amtsbezeichnung durch die Landesbesoldungsordnung für Badische Amtsnotare im badischen Rechtsgebiet vorgesehen. Der Titel ist nicht mit der Amtsbezeichnung Justizamtsrat für Beamte in der Justizverwaltung zu verwechseln.
In Niedersachsen ist dies ein Dienstgrad eines Diplom-Rechtpflegers der Justiz in der Besoldungsgruppe A13.

### Geschichte
In früheren Zeiten war Justizrat in mehreren deutschen Ländern ein Ehrentitel für Rechtsanwälte sowie auch der Titel eines Rats bei den oberen Justizbehörden und bei den Obergerichten. Eine höhere Auszeichnung bedeutete der Titel Geheimer Justizrat.
In Preußen verstand man unter Geheimer Justizrat auch eine Abteilung des Kammergerichts in Berlin, vor der die Mitglieder des königlichen Hauses und der hohenzollerischen Familie ihren persönlichen Gerichtsstand hatten. Die vortragenden Räte des preußischen Justizministeriums führten den Titel Geheimer Oberjustizrat, die Direktoren den Titel Wirklicher Geheimer Oberjustizrat.

### Heutige Verleihungspraxis in Deutschland
Heute wird der Ehrentitel Justizrat nur noch in den Bundesländern Saarland und Rheinland-Pfalz verliehen.

#### Saarland
Im Saarland ist die Vergabe von Ehrentiteln in der Verordnung über Titel vom 30. Januar 1934 in der Fassung vom 17. November 2015 geregelt.
Darin heißt es, dass der Titel an Rechtsanwälte und Notare als „Zeichen der Anerkennung für besondere Verdienste um das Saarland und seine Bürgerinnen und Bürger, für herausragende Leistungen oder aus einem sonstigen besonderen Anlass“ verliehen werden kann. Die Verleihungsurkunde wird durch den Ministerpräsidenten, den Präsidenten des Landtages oder den Justizminister ausgehändigt. Außerdem wird die Verleihung im Amtsblatt des Saarlandes bekannt gemacht. Von der Verleihung des Titels soll sparsamer Gebrauch gemacht werden.

#### Rheinland-Pfalz
In Rheinland-Pfalz wird der Titel Justizrat alle zwei Jahre durch den Ministerpräsidenten an Rechtsanwälte und Notare verliehen. Die Auswahl der Personen erfolgt aufgrund von Vorschlägen von Standesorganisationen, Kammern und Kommunen.
Trotz Art. 18 Abs. 2 der Landesverfassung, der Titel verbietet, die kein Amt oder keinen Beruf bezeichnen, wird die Verleihung des Titels heute im Schrifttum für verfassungskonform gehalten, weil dieser einen Beruf (den eines Rechtsanwaltes) bezeichne.

### Kritik an dem Ehrentitel
In Teilen der Anwaltschaft gab es in der Vergangenheit Kritik an dem Ehrentitel des Justizrates. Ausschlaggebend dafür war die Annahme, dass der Titel den Inhabern einen ungerechtfertigten Wettbewerbsvorteil verschaffen würde. Der Rechtswissenschaftler Reinhard Singer hält die Titelführung für rechtlich unbedenklich, weil die Gefahr einer Verwechselung mit Amtsbezeichnungen für Beamte der Justizverwaltung wie Justizamtsrat oder frühere Amtsbezeichnungen für Richter (Amtsgerichtsrat) eher fernliege. Er hält aber das Vergabeverfahren für verbesserungswürdig.
Tobias Freudenberg bezeichnete den Titel in einer Kolumne als rheinland-pfälzische und saarländische Spezialität, „die außerhalb der beiden Bundesländer bestenfalls für eigentümlich gehalten wird“. 2021 berichtete er darüber, dass ein Kammerausschuss nach einer kritischen Eingabe eines Anwalts aus Rheinland-Pfalz der Angelegenheit „keine substanzielle Bedeutung“ beigemessen hat.

## Liechtenstein
Im Fürstentum Liechtenstein gehören Fürstlicher Justizrat und Wirklicher Justizrat zu den vom Landesfürsten „für Verdienste um das Fürstenhaus oder das Land Liechtenstein“ verliehenen Ehrentiteln. Die Verleihung solcher Ehrentitel ist seit 1911 belegt und „bis in die jüngste Zeit häufig“.